# Capri-Fischer
Capri-Fischer est une chanson allemande de Ralph Maria Siegel et Gerhard Winkler, écrite en 1943.

## Histoire
Le compositeur Gerhard Winkler écrit la mélodie et Ralph Maria Siegel les paroles en 1943. La chanteuse Magda Hain, découverte par Gerhard Winkler, est la première interprète de la chanson.
La chanson est exemplaire de l'Italiensehnsucht, qui s'exprime dans de nombreux succès romantiques à l'époque de la Seconde Guerre mondiale puis dans le Wirtschaftswunder, quand de nombreux Allemands font un premier voyage de vacances en Méditerranée.
La diffusion à la radio est interdite à cause du débarquement de l'armée américaine à Capri.
Rudi Schuricke reprend la chanson en 1946 avec l'Orchester der Plaza, le disque parait chez Polydor. En mai 1947, la chanson paraît dans la zone d'occupation soviétique en Allemagne, interprétée par Kurt Reimann chez Amiga. En Suisse, l'interprétation enregistrée par la chanteuse Gretl Rath est populaire. Une version en anglais (auteurs Don Pelosi et Leon Powers) paraît aux États-Unis en 1948 par Gracie Fields sous le titre Fisherman of Capri (Bella Bella Marie).
La chanson devient un standard et fait partie du répertoire de nombreux artistes tels que Peter Kraus, Paola, Die Flippers, G. G. Anderson ou Vico Torriani. Max Raabe explique avoir inclus le titre dans son répertoire en raison d'un souhait particulier de l'ancien chancelier Helmut Kohl.